# SIG Sauer M17
Las SIG Sauer M17 y M18 son pistolas de servicio derivadas de la SIG Sauer P320 en uso con las Fuerzas Armadas de los Estados Unidos. El 19 de enero de 2017, el ejército de los Estados Unidos anunció que una versión personalizada del P320 que fabrica SIG Sauer había ganado la competencia del sistema de pistola modular XM17 del ejército. El modelo de tamaño completo se designó como M17, y el modelo de transporte de menor longitud, el M18.
Posteriormente, las armas han sido adoptadas por el Ejército estadounidense, la Armada estadounidense, el Cuerpo de Marines, la Fuerza Aérea y la Fuerza Espacial. La pistola reemplaza a la Beretta M9, así como a varias otras pistolas en los servicios. Hay dos variantes de color, marrón coyote y negro, tanto para el M17 como para el M18, aunque casi todos se han producido en marrón.

## Concurso Modular Handgun System

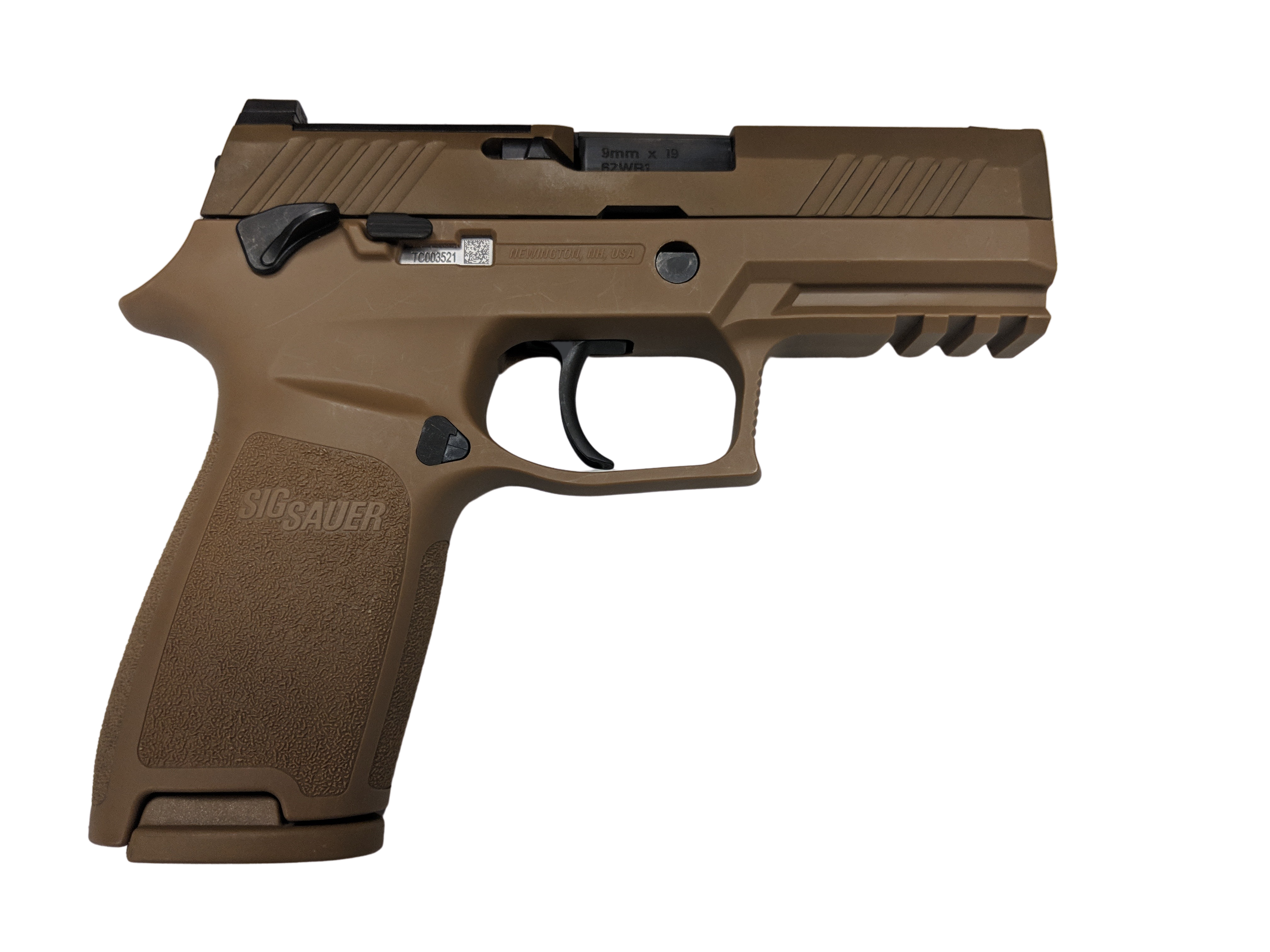
Edición estándar M18 con cargador insertado de 17 cartuchos.

Cuando se formularon los requisitos para una nueva pistola para el Ejército de los Estados Unidos para reemplazar a la Beretta M9, uno de los principios de la propuesta era que se deseaba que un modelo de pistola existente cumpliera con los requisitos establecidos en la Solicitud de propuesta del sistema de pistola modular, conocida como Adquisición XM17. SIG Sauer presentó un P320 con una serie de modificaciones para la competencia del sistema de pistola modular XM17.

### Modificaciones
- Deslice recortado para facilitar la adición de una mira réflex; esta es la diapositiva de la Serie RX.[5]
- Seguridad del pulgar ambidiestro.
- Indicador de cámara cargada.
- Subensamblaje deslizante mejorado para capturar componentes pequeños cuando se desmontan.
- Disparador mejorado "aleta de barro" para evitar que entren desechos extraños en la acción de la pistola.
- Cañón de 120 mm (4,7 pulgadas) de longitud en M17 de tamaño completo.
- Longitud del cañón de 98 mm (3,9 pulgadas) en tamaño de transporte M18.
- Recámara en 9 mm OTAN; incapaz de adoptar otros calibres o marcos debido al tornillo de llave en el chasis del marco.
- Un cargador estándar de 17 rondas, con un cargador extendido opcional de 21 cartuchos disponible.[6]
- Los componentes de acero reciben un acabado resistente a la corrosión por deposición física de vapor (PVD).[7]
- Uso de tornillos de llave en lugar de tornillos normales para resistir el desmontaje más allá del desmontaje en campo por parte de usuarios que no son armeros.[7]
- El sistema de pistola modular tiene miras de tritio autoiluminadas para condiciones de poca luz, un riel integrado para conectar habilitadores y un kit de conversión de supresor estándar del ejército para conectar un supresor de flash/acústico.[8] Cada pistola M17/M18 se prueba con 13 rondas antes de salir de la fábrica: tres para amoldar el arma y diez para probar la precisión.[9]

## Historia

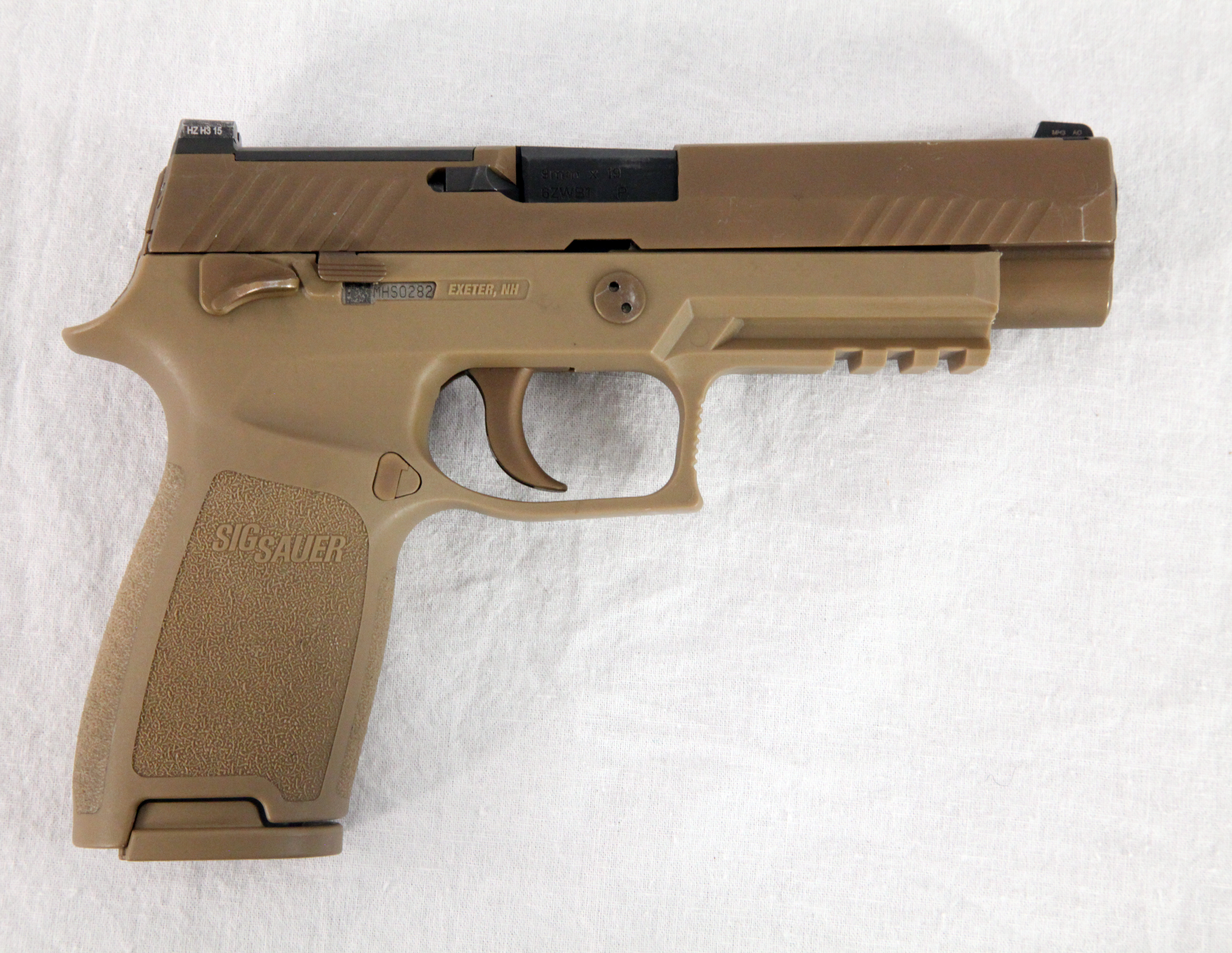
El prototipo XM17 con cargador insertado de 17 cartuchos. Los gatillos, palancas y pestillos marrones se usaron solo al principio de la producción.

### SIG Sauer gana el contrato
El 19 de enero de 2017, el ejército de los Estados Unidos anunció que la variante SIG Sauer P320 MHS había ganado las pruebas del sistema de pistola modular militar. Posteriormente, el P320 modificado se designó como M17 (tamaño normal) y M18 (transporte) para el servicio militar de EE. UU. El M17 tiene mejor precisión y ergonomía y una dispersión más estrecha que el Beretta M9 y se desplegará más ampliamente, y se entregará a los líderes de escuadrón y equipo de bomberos. Para las fuerzas de operaciones especiales de estados unidos, todos los operadores están armados con una pistola y un rifle. Los líderes juveniles en unidades regulares de infantería que anteriormente estaban excluidos de portar armas de mano tendrán más opciones y opciones en situaciones de batalla cuerpo a cuerpo bajo una nueva política. Se planea que todas las unidades del Ejército reemplacen el M9 con el M17 dentro de una década.

### Los servicios militares estadounidenses adoptan el M17 y el M18
En mayo de 2017, el Ejército anunció que la primera unidad que recibirá el M17 sería la 101.ª División Aerotransportada a finales de año. Al mismo tiempo, el resto de las Fuerzas Armadas de los EE. UU. reveló que también tienen la intención de adquirir la pistola, convirtiéndola en el arma estándar para todo el ejército de los EE. UU. Los servicios planean adquirir hasta 421.000 armas en total; 195.000 para el Ejército estadounidense, 130.000 para la Fuerza Aérea, 61.000 para la Armada (solo versión compacta M18) y 35.000 para la Infantería de Marina.
En 2019, el Cuerpo de Marines seleccionó el M18 para reemplazar varias pistolas. Mientras que los otros servicios anteriormente habían desplegado principalmente la Beretta M9 y M9A1, el Cuerpo también planeó reemplazar sus pistolas M45A1 y M007 con la M18. El M45A1 fue fabricado por Colt y el único M007 presentado recientemente fue fabricado por Glock. Los marines comenzaron a desplegar el M18 en 2020.
Aunque inicialmente se anunció que la Guardia Costera de EE. UU. adoptaría la pistola M17/18, la agencia anunció en septiembre de 2020 que adquiriría pistolas Glock 19 Gen 5 a través de una adquisición del DHS. En noviembre de 2019, SIG Sauer anunció la entrega de la pistola M17/M18 número 100 000 al ejército estadounidense.

### Municiones
Aunque la pistola mantiene el calibre 9 mm OTAN en lugar de un calibre más grande, el contrato permitió que el Ejército y otros servicios adquirieran las municiones XM1152 Full Metal Jacket y XM1153 Special Purpose propuestas por SIG Sauer. La munición es una ronda de "punta hueca con camisa Winchester"; similar en apariencia a la ronda Winchester PDX1 pero con algunas diferencias en el diseño de los pétalos de punta hueca . Una ronda es una bola estándar de 115 granos, designada como M1152, la otra es una ronda de propósito especial de 147 granos designada como M1153. Olin Corporation (Winchester Brand) recibió un contrato para producir aproximadamente 1,2 millones de cartuchos de munición.

### Recomendaciones de evaluación
El primer informe anual para la evaluación del programa del Sistema Modular de Armas de Fuego (MHS) XM17/XM18 recomendó al Ejército estadounidense:
1. Tras la identificación de la causa raíz de los problemas de confiabilidad de las municiones de bola y las expulsiones dobles, confirme las correcciones tanto para el XM17 como para el XM18 en pruebas futuras.
2. Trabaje con el proveedor para identificar y eliminar la causa de la variabilidad en la fabricación del mecanismo del grupo de activación.
3. Considere el rediseño de la palanca de captura deslizante y otros cambios de capacitación del operador para evitar que los operadores se enganchen mientras disparan la pistola.

## Pistolas de la Tumba del Soldado Desconocido

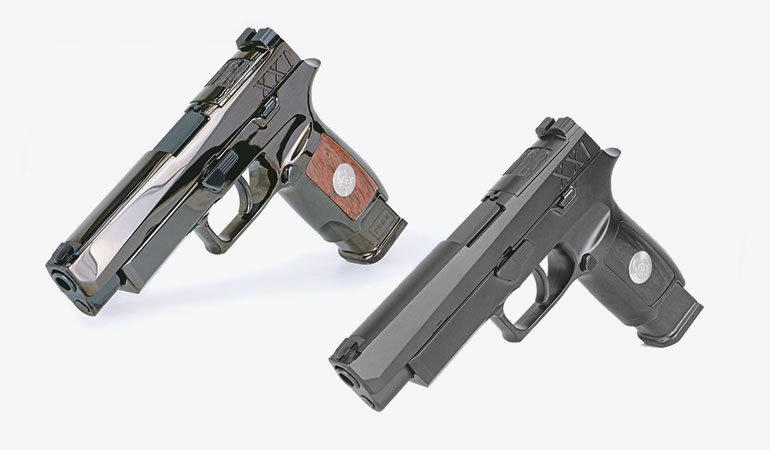
Variantes diurna y nocturna de la M17 ceremonial.

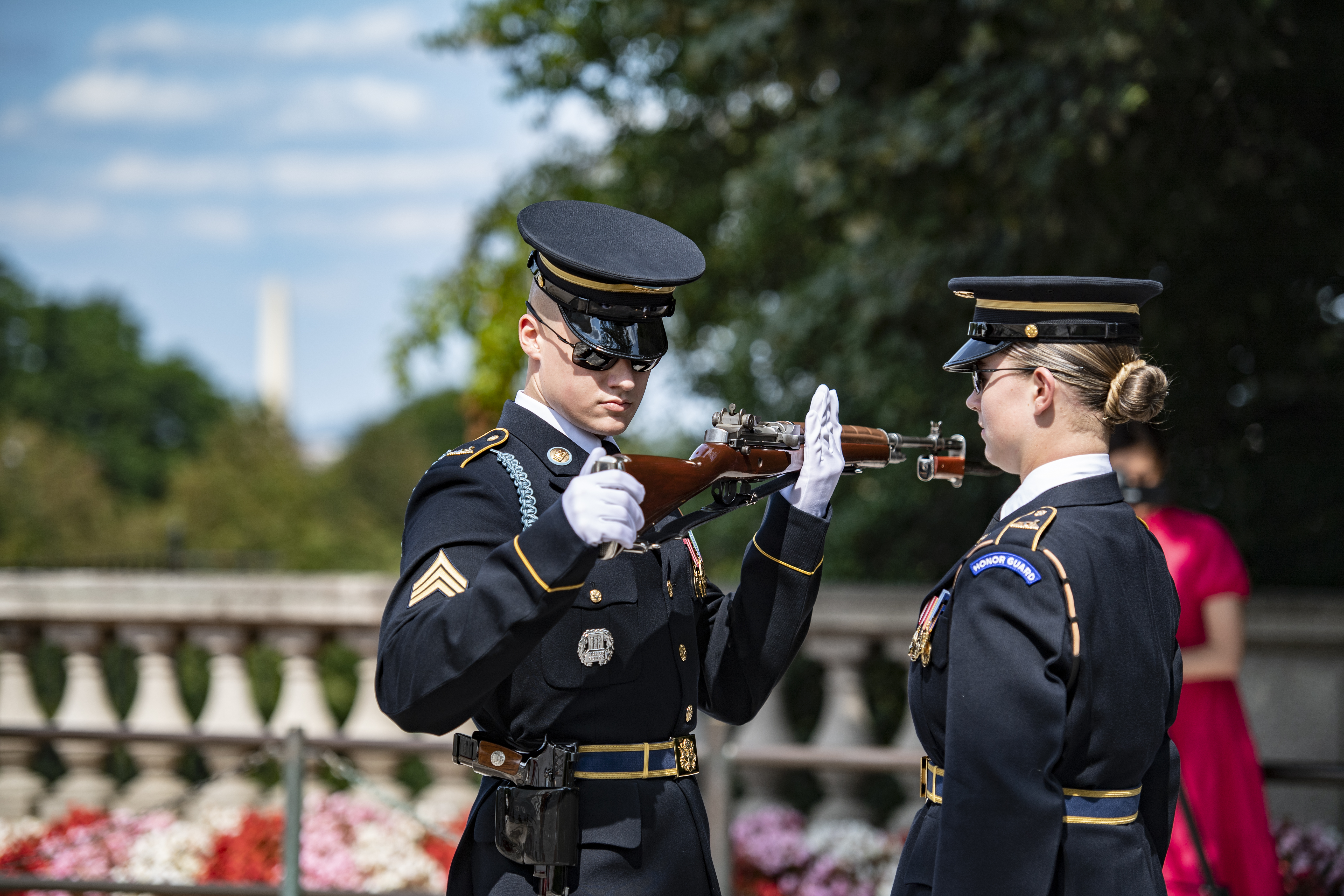
Guardia de la Tumba del Soldado Desconocido con una de las dos M17 ceremoniales pulidas en julio de 2021.

El 11 de octubre de 2018, cuatro M17 para ceremonias fabricadas por Sig Sauer's Custom Shop fueron presentadas a La Vieja Guardia para que las usen los centinelas que custodian la Tumba del Soldado Desconocido en el Cementerio Nacional de Arlington. Cada una de las cuatro pistolas tiene un nombre y un tema específicos grabados en la cubierta antipolvo de la pistola: Silencio, Respeto, Dignidad y Perseverancia. "Silencio" y "Respeto" son pistolas muy pulidas con empuñaduras de madera marrón, que se usan durante el día, mientras que "Dignidad" y "Perseverancia" son pistolas negras mate con empuñaduras de madera negra para el servicio nocturno y los días de mal tiempo. [26]Las cuatro pistolas usan un marco de aluminio, en lugar del plástico polimérico de la M17 estándar, mientras que los controles son del negro mate estándar. Las estrías de amartillado de la corredera trasera de la M17 regular se han reemplazado por un grabado con el número romano "XXI", una referencia a los veintiún pasos que dan los guardias en su patrulla frente a la tumba, así como al saludo de 21 cañonazos. Varios materiales de importancia se incorporan a la pistola. Las empuñaduras de madera están hechas de tablas de madera extraídas de la cubierta del USS Olympia, el barco que llevó al primer Soldado Desconocido a los Estados Unidos en 1921. El polvo de mármol de la restauración de la tumba también se sella en un vial de vidrio y se usa en lugar de la mira frontal de tritio. Estas M17 tienen un grabado en la placa de mira que presenta tres figuras griegas, Paz, Victoria y Valor.

### Números de serie
Las pistolas están serializadas con un conjunto único de números de serie que incorporan elementos de importancia para la Vieja Guardia: "LS" representa la línea seis del Credo del Centinela, "Mi estándar seguirá siendo la perfección"; "02JUL37" para indicar la primera guardia de 24 horas en la Tumba del Soldado Desconocido el 3 de julio de 1937; y "21" para indicar los 21 pasos que los centinelas marchan en la Tumba del Soldado Desconocido y el honor militar de 21 salvas de cañón.

### Cargadores
Los centinelas de la Tumba llevan armas cargadas, con el cargador de 21 rondas insertado en la pistola. Los cargadores están personalizados y cuentan con una base de aluminio grabada con los nombres de las figuras griegas que aparecen en la Tumba del Soldado Desconocido (Paz, Victoria y Valor) en los costados. Además, incluyen una placa en la parte inferior del cargador grabada con el número de placa del centinela de la Tumba.

## SIG Sauer P320-M17 y P320-M18

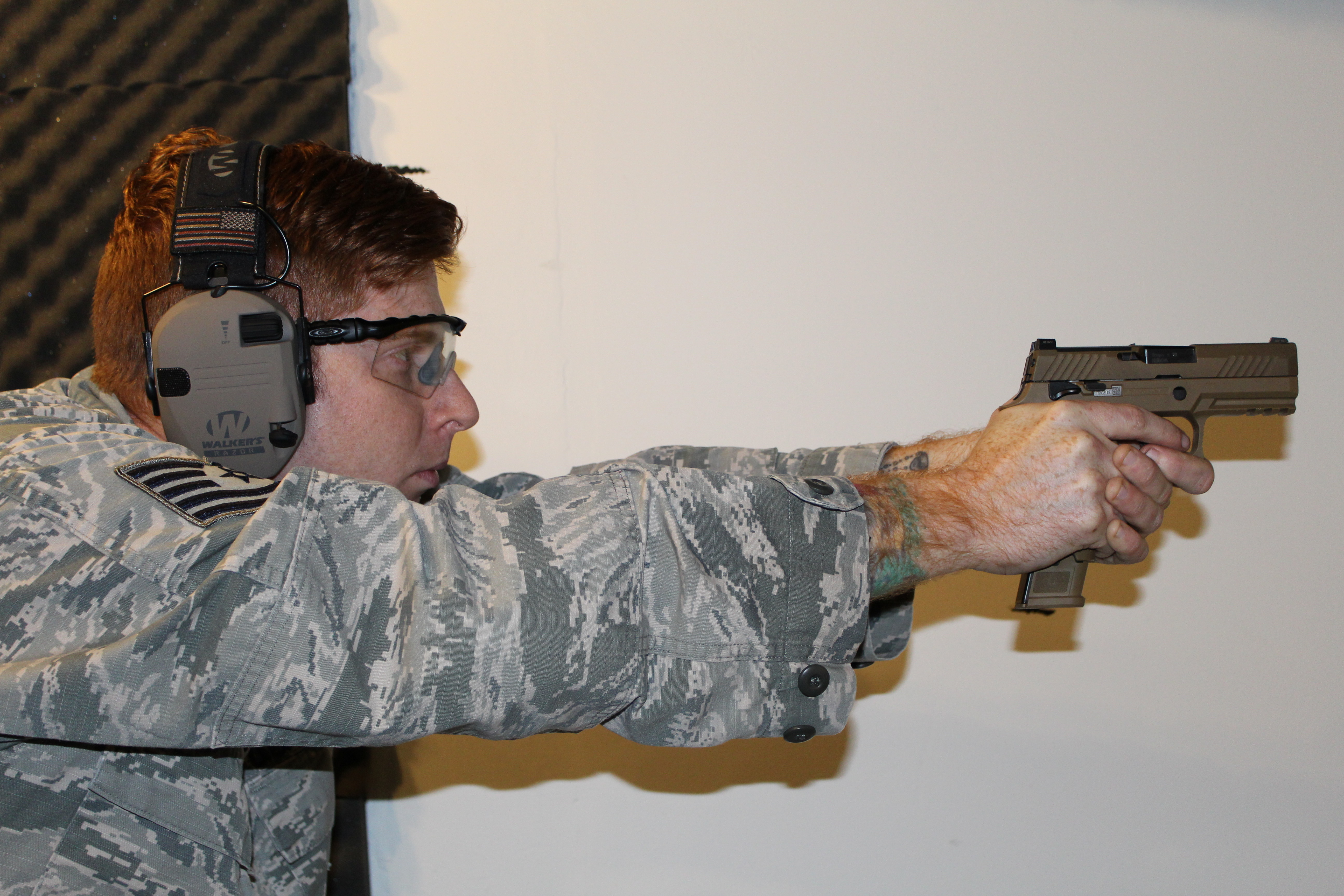
Un miembro de la Fuerza Aérea de EE. UU. dispara un M18 con un cargador insertado de 21 cartuchos.

En 2018, SIG Sauer lanzó una variante de la pistola para el mercado civil llamada P320-M17. El arma de fuego es casi idéntica, aunque carece de los tornillos de desmontaje a prueba de manipulaciones, y está disponible con o sin seguro manual externo. La corredera de acero inoxidable P320-M17 está recubierta de PVD y los elementos de control cuentan con un acabado negro como el que se encuentra en los lotes posteriores de pistolas militares de servicio M17. También se lanzó una edición conmemorativa, llamada simplemente M17 Conmemorative, producida con las especificaciones exactas del arma original entregada al ejército, incluidos el gatillo y los controles marrones, la misma selección de cargadores seleccionados por los militares, y entregado en una caja de cartón normal. en lugar de la caja de plástico negro de lados rígidos SIG Sauer normal, tal como se empaquetaban las pistolas militares. La producción del M17 Conmemorativo se limitó a una tirada de 5.000 unidades.
Según SIG Sauer, las cargas de 124 granos de 9 mm OTAN (una variante comercial de sobrepresión + P ) lanzadas en 2018 del SIG P320-M17 tienen una velocidad inicial de 365 m / s (1198 pies / s) y una energía inicial de 535 J (395 pies⋅lbf).
En 2020, SIG lanzó el P320-M18, que presenta la misma adaptación de la configuración militar, esta vez con el tamaño de transporte más corto M18.